# Veliki Budići
Veliki Budići su naselje u Republici Hrvatskoj u Požeško-slavonskoj županiji, u sastavu grada Pakraca.

## Zemljopis
Veliki Budići se nalaze istočno od Pakraca, na južnim obroncima Ravne gore

## Stanovništvo
Prema popisu stanovništva iz 2011. godine Veliki Budići su imali 4 stanovnika.
| broj stanovnika | 219   | 235   | 233   | 256   | 294   | 229   | 180   | 239   | 129   | 135   | 128   | 89    | 65    | 55    | 2     | 4     | 3     |
|                 | 1857. | 1869. | 1880. | 1890. | 1900. | 1910. | 1921. | 1931. | 1948. | 1953. | 1961. | 1971. | 1981. | 1991. | 2001. | 2011. | 2021. |